# George Greenfield
George William Greenfield (Hackney, 4 agosto 1908 – 1981) è stato un calciatore inglese, di ruolo attaccante.

## Carriera
Dopo aver giocato a livello dilettantistico con i Lea Bridge Gasworks nel 1930 viene tesserato dal Tottenham, club professionistico militante nella seconda divisione inglese; tra il 1931 ed il 1933 Greenfield totalizza complessivamente 25 presenze e 11 reti in questa categoria, contribuendo anche a conquistare una promozione in prima divisione, categoria nella quale poi milita dal 1933 al 1935, anno in cui gli Spurs chiudono la First Division all'ultimo posto in classifica, retrocedendo così nuovamente in seconda divisione; l'attaccante, in particolare, gioca in totale 6 partite in questa categoria, tutte durante la stagione 1934-1935, per poi a fine anno lasciare il club (e, di fatto, anche il calcio professionistico).
In carriera ha totalizzato complessivamente 31 presenze e 11 reti nei campionati della Football League, tutte tra prima e seconda divisione.